# Changsheng (sockenhuvudort i Kina, Heilongjiang Sheng, lat 49,41, long 129,51)
Changsheng (kinesiska: 常胜, 常胜乡) är en sockenhuvudort i Kina. Den ligger i provinsen Heilongjiang, i den nordöstra delen av landet, omkring 460 kilometer nordost om provinshuvudstaden Harbin. Antalet invånare är 2 722. Befolkningen består av 1 309 kvinnor och 1 413 män. Barn under 15 år utgör 14,0 %, vuxna 15-64 år 78 %, och äldre över 65 år 7,0 %.
Trakten runt Changsheng är nära nog obefolkad, med mindre än två invånare per kvadratkilometer. Närmaste större samhälle är Wuyun, 17,0 km sydost om Changsheng. Trakten runt Changsheng består i huvudsak av gräsmarker.
Genomsnittlig årsnederbörd är 1 012 millimeter. Den regnigaste månaden är juli, med i genomsnitt 220 mm nederbörd, och den torraste är februari, med 13 mm nederbörd.